# Raphitoma arnoldi
Raphitoma arnoldi é uma espécie de gastrópode do gênero Raphitoma, pertencente a família Raphitomidae.